# Seznam trenérů italské fotbalové reprezentace
Toto je kompletní seznam technických ředitelů a trenérů, kteří byli na lavičce národního týmu od roku 1910 do současnosti.
Seznam aktualizován 30. června 2024.
| Období                    | Jméno trenéra | Procento úspěšnosti | Zápasy | Výhry | Remízy | Prohry | Úspěchy                                                              |
| ------------------------- | --- | ------------------- | ------ | ----- | ------ | ------ | -------------------------------------------------------------------- |
| 15.5. 1910 - 6.1. 1911    | Techničtí ředitelé Umberto Meazza, Agostino Recalcati, Alberto Crivelli, Giannino Camperio, Giuseppe Gama                              | 33,33               | 3      | 1     | 0      | 2      |                                                                      |
| 9.4. 1911 - 21.5. 1911    | Techničtí ředitelé Umberto Meazza, Luigi Livio, Giannino Camperio                                                                      | 0,00                | 3      | 0     | 2      | 1      |                                                                      |
| 17.3. 1912 - 17.3. 1912   | Techničtí ředitelé Alfredo Armano, Harry Goodley, Giannino Camperio, Edoardo Pasteur, Francesco Cali, Giuseppe Servetto, Emilio Mégard | 0,00                | 1      | 0     | 0      | 1      |                                                                      |
| 22.12. 1912 - 15.6. 1913  | Techničtí ředitelé Umberto Meazza, Alfredo Armano, Harry Goodley, Carlo Ferraris, Luigi Faroppa, Ulisse Baruffini, Vittorio Pedroni    | 25,00               | 4      | 1     | 0      | 3      |                                                                      |
| 11.1. 1914 - 17.5. 1914   | Techničtí ředitelé Umberto Meazza, Alfredo Armano, Vittorio Pedroni, Edoardo Pasteur, Francesco Cali, Hugo Rietmann, Nino Resegotti    | 50,00               | 4      | 2     | 2      | 0      |                                                                      |
| 31.1. 1915 - 31.1. 1915   | Techničtí ředitelé Nino Resegotti, Alfredo Armano, Edoardo Pasteur, Francesco Cali, Hugo Rietmann, Antonio Scamoni, Melanio Laugeri    | 100,00              | 1      | 1     | 0      | 0      |                                                                      |
| 18.1. 1920 - 18.1. 1920   | Techničtí ředitelé Edoardo Pasteur, Francesco Mauro, Giuseppe Hess, Franco Varisco, Giuseppe Varetto, Romildo Terzolo                  | 100,00              | 1      | 1     | 0      | 0      |                                                                      |
| 28.3. 1920 - 28.3. 1920   | Techničtí ředitelé Edoardo Pasteur, Francesco Mauro, Franco Varisco, Romildo Terzolo                                                   | 0,00                | 1      | 0     | 0      | 1      |                                                                      |
| 13.5. 1920 - 13.5. 1920   | Techničtí ředitelé Francesco Cali, Hugo Rietmann, Luigi Bianchi, Edgardo Minoli                                                        | 0,00                | 1      | 0     | 1      | 0      |                                                                      |
| 28.8. 1920 - 2.9. 1920    | Techničtí ředitelé Giuseppe Milano, Umberto Meazza, Francesco Cali, Edgardo Minoli, Luigi Severio Bertazzoni                           | 50,00               | 4      | 2     | 0      | 2      |                                                                      |
| 20.2. 1921 - 6.3. 1921    | Techničtí ředitelé Giuseppe Milano, Umberto Meazza, Francesco Cali, Francesco Mauro, Vittorio Pozzo                                    | 100,00              | 2      | 2     | 0      | 0      |                                                                      |
| 5.5. 1921 - 8.5. 1921     | Techničtí ředitelé Giuseppe Milano, Umberto Meazza, Romildo Terzilo                                                                    | 50,00               | 2      | 1     | 1      | 0      |                                                                      |
| 6.11. 1921 - 6.11. 1921   | Techničtí ředitelé Vincenzo Resegotti, Gino Agostini, Augusto Galletti                                                                 | 0,00                | 1      | 0     | 1      | 0      |                                                                      |
| 15.1. 1922 - 21.5. 1922   | Techničtí ředitelé Vincenzo Resegotti, Gino Agostini, Augusto Galletti, Umberto Meazza, Silvio Marengo                                 | 33,33               | 3      | 1     | 2      | 0      |                                                                      |
| 3.12. 1922 - 27.5. 1923   | Techničtí ředitelé Umberto Meazza, Augusto Galletti, Augusto Rangone                                                                   | 20,00               | 5      | 1     | 3      | 1      |                                                                      |
| 20.1. 1924 - 20.1. 1924   | Techničtí ředitelé Umberto Meazza, Augusto Galletti, Augusto Rangone, Gino Agostini, Mario Argento                                     | 0,00                | 1      | 0     | 0      | 1      |                                                                      |
| 9.3. 1924 - 2.6. 1924     | Vittorio Pozzo | 40,00               | 5      | 2     | 1      | 2      |                                                                      |
| 16.11. 1924 - 18.6. 1925  | Techničtí ředitelé Augusto Rangone, Giuseppe Milano, Guido Baccani                                                                     | 33,33               | 6      | 2     | 1      | 3      |                                                                      |
| 4.11. 1925 - 9.6. 1928    | Augusto Rangone | 50,00               | 24     | 12    | 7      | 5      | OH 1928                                                              |
| 14.10. 1928 - 28.4. 1929  | Carlo Carcano | 50,00               | 6      | 3     | 1      | 2      |                                                                      |
| 1.12. 1929 - 5.8. 1948    | Vittorio Pozzo | 68,97               | 87     | 60    | 16     | 11     | MS 1934, OH 1936, MS 1938, MP 1927-1930, MP 1933-1935. MP 1931-1932. |
| 27.2. 1949 - 2.7. 1950    | Techničtí ředitelé Ferruccio Novo, Aldo Bardelli, Roberto Copernico, Vincenzo Biancone                                                 | 55,56               | 9      | 5     | 1      | 3      |                                                                      |
| 8.4. 1951 - 25.11. 1951   | Techničtí ředitelé Piercarlo Beretta, Antonio Busini, Gianpiero Combi                                                                  | 40,00               | 5      | 2     | 3      | 0      |                                                                      |
| 24.2. 1952 - 17.5. 1953   | Piercarlo Beretta | 25,00               | 8      | 2     | 2      | 4      |                                                                      |
| 13.11. 1953 - 23.6. 1954  | Techničtí ředitelé Lajos Czeizler, Angelo Schiavio                                                                                     | 71,43               | 7      | 5     | 0      | 2      |                                                                      |
| 5.12. 1954 - 9.12. 1956   | Techničtí ředitelé Angelo Schiavio, Luciano Marmo, Giuseppe Pasquale, Luigi Tentorio                                                   | 58,33               | 12     | 7     | 1      | 4      |                                                                      |
| 25.4. 1957 - 23.3. 1958   | Techničtí ředitelé Alfredo Foni, Angelo Schiavio, Luciano Marmo, Giuseppe Pasquale, Luigi Tentorio, Vincenzo Biancone                  | 28,57               | 7      | 2     | 1      | 4      |                                                                      |
| 9.11. 1958 - 9.11. 1958   | Techničtí ředitelé Giuseppe Viani, Pino Mocchetti, Vincenzo Biancone                                                                   | 0,00                | 1      | 0     | 1      | 0      |                                                                      |
| 13.12. 1958 - 29.11. 1959 | Techničtí ředitelé Giovanni Ferrari, Pino Mocchetti, Vincenzo Biancone                                                                 | 0,00                | 5      | 0     | 4      | 1      |                                                                      |
| 6.1. 1960 - 13.3. 1960    | Giuseppe Viani | 50,00               | 2      | 1     | 0      | 1      |                                                                      |
| 10.12. 1960 - 4.11. 1961  | Giovanni Ferrari | 66,67               | 6      | 4     | 0      | 2      |                                                                      |
| 5.5. 1962 - 7.6. 1962     | Techničtí ředitelé Giovanni Ferrari, Paolo Mazza                                                                                       | 60,00               | 5      | 3     | 1      | 1      |                                                                      |
| 11.11. 1962 - 19.7. 1966  | Edmondo Fabbri | 62,07               | 29     | 18    | 6      | 5      |                                                                      |
| 1.11. 1966 - 27.3. 1967   | Techničtí ředitelé Helenio Herrera, Ferruccio Valcareggi                                                                               | 75,00               | 4      | 3     | 1      | 0      |                                                                      |
| 25.6. 1967 - 23.6. 1974   | Ferruccio Valcareggi | 51,85               | 54     | 28    | 20     | 6      | ME 1968. MS 1970.                                                    |
| 28.9. 1974 - 8.6. 1975    | Fulvio Bernardini | 16,67               | 6      | 1     | 2      | 3      |                                                                      |
| 27.9. 1975 - 8.6. 1977    | Techničtí ředitelé Fulvio Bernardini, Enzo Bearzot                                                                                     | 68,75               | 16     | 11    | 2      | 3      |                                                                      |
| 8.10. 1977 - 17.6. 1986   | Enzo Bearzot | 45,45               | 88     | 40    | 26     | 22     | MS 1982                                                              |
| 8.10. 1986 - 12.10. 1991  | Azeglio Vicini | 59,26               | 54     | 32    | 15     | 7      | MS 1990                                                              |
| 13.11. 1991 - 6.11. 1996  | Arrigo Sacchi | 64,15               | 53     | 34    | 11     | 8      | MS 1994                                                              |
| 15.12. 1996 - 31.7. 1998  | Cesare Maldini | 50,00               | 20     | 10    | 8      | 2      |                                                                      |
| 1.8. 1998 - 4.7. 2000     | Dino Zoff | 47,83               | 23     | 11    | 7      | 5      | ME 2000                                                              |
| 6.7. 2000 - 15.7. 2004    | Giovanni Trapattoni | 56,82               | 44     | 25    | 12     | 7      |                                                                      |
| 16.7. 2004 - 12.7. 2006   | Marcello Lippi | 58,62               | 29     | 17    | 10     | 2      | MS 2006                                                              |
| 13.7. 2006 - 26.6. 2008   | Roberto Donadoni | 56,52               | 23     | 13    | 5      | 5      |                                                                      |
| 27.6. 2008 - 30.6. 2010   | Marcello Lippi | 40,74               | 27     | 11    | 11     | 5      |                                                                      |
| 1.7. 2010 - 24.6. 2014    | Cesare Prandelli | 41,07               | 56     | 23    | 20     | 13     | ME 2012. KP 2013.                                                    |
| 14.8. 2014 - 18.7. 2016   | Antonio Conte | 56,00               | 25     | 14    | 7      | 4      |                                                                      |
| 19.7. 2016 - 15.11. 2017  | Gian Piero Ventura | 56,25               | 16     | 9     | 4      | 3      |                                                                      |
| 5.2. 2018 - 14.5. 2018    | Luigi Di Biagio | 0,00                | 2      | 0     | 1      | 1      |                                                                      |
| 14.5. 2018 - 18.6. 2023   | Roberto Mancini | 60,66               | 61     | 37    | 15     | 9      | ME 2020                                                              |
| 9.9. 2023 -               | Luciano Spalletti | 53,85               | 13     | 7     | 4      | 2      |                                                                      |